# Терлецький Євген Петрович
Євген Петрович Терлецький (13 березня 1892, Лозовий Яр, Пирятинський повіт, Полтавська губернія, Російська імперія — 22 жовтня 1938, Воронеж, РРФСР, СРСР) — український радянський державний і громадський діяч. Один з організаторів і керівників Української партії лівих соціал-революціонерів (боротьбистів). Народний комісар юстиції УСРР. Дипломат, посол УСРР у Латвії, Литві й Естонії (1922-1923). 
Жертва сталінського терору.

## Біографія
Народився в сім'ї вчителя (згодом священика) 13 березня 1892 в селі Лозовий Яр Полтавської губернії (тепер Яготинського району Київської області. Навчався в Полтавській духовній семінарії та Петербурзькому психоневрологічному інституті, але навчання в ньому не завершив. У студентські роки вступив до партії есерів, брав активну участь у революційному русі, неодноразово заарештовувався. Активний учасник революційних подій 1917 р. Після більшовицького перевороту очолював Полтавську «Раду революції». 
У грудні 1917 — член ЦВК рад України, народний секретар земельних справ у складі першого маріонеткого українського уряду, створеного Москвою. Член української радянської делегації на мирних переговорах в Бресті-Литовську. В 1918 — член повстанської "дев'ятки", один з організаторів вбивства німецького генерал-фельдмаршала Ейхгорна. 
В жовтні 1918 підданий розстрілу, однак зумів вижити. 
Один з організаторів і керівників Української партії лівих соціал-революціонерів (борьбистів). Після її самоліквідації (1920 р.) прийнятий до КП(б)України і включений до складу її ЦК. Член ВУЦВК. З грудня 1919 член Всеукрревкому. З 1920 по 1921 нарком юстиції УРСР. З 1922 по 1923 повноважний представник УРСР у Латвії, Литві й Естонії. З 1923 на відповідальній господарській роботі. В 1932 році закінчив Аграрне відділення Інституту червоної професури в Москві. Викладав в Московському фінансово-економічному інституті. В 1937 працював економістом тресту "Держзеленбуд" в Москві. 
27 грудня 1937 року заарештований, 22 жовтня 1938 виїздною комісією Воєнної колегії Верховного Суду СРСР за обвинуваченням по статтях 58-2, 58-7, 58-8, 58-11 (участь в "антирадянській право-троцькістській терористичній і диверсійно-шкідницькій організації") засуджений до розстрілу, страчений того ж дня. Реабілітований посмертно 28 липня 1956.

## Родина
Дружина — Юдиф (Рива) Мойсеївна Гладштейн (1898—1938), також розстріляна. Сини — Фелікс (1927—2002), художник, та Володимир (1931—1998), композитор, виховувались після страти батьків бабусею по мамі, а після її смерті — маминою сестрою, лікарем Рахілю Мойсеївною Гладштейн (1888—1978).